# Monopoli
Monopoli – miejscowość i gmina we Włoszech, w regionie Apulia, w prowincji Bari.
Według danych na styczeń 2009 gminę zamieszkiwało 49 488 osób przy gęstości zaludnienia 316,6 os./1 km².
W miejscowości znajduje się stacja kolejowa Monopoli.
Miasta partnerskie
- Lugoj, Rumunia
- Lyss, Szwajcaria
- Wlora, Albania